# Leszek Tabor
Leszek Jan Tabor (ur. 18 czerwca 1958 w Sztumie) – polski nauczyciel i samorządowiec, w latach 1998–2024 burmistrz Sztumu.

## Życiorys
W 1977 ukończył Liceum Ogólnokształcące im. Brygady Grunwald w Sztumie, a następnie studia na Wydziale Dziennikarstwa i Nauk Politycznych Uniwersytetu Warszawskiego. Pracował jako nauczyciel oraz dyrektor szkoły podstawowej w Nowej Wsi (1984–1994). Od 1994 do 1998 sprawował funkcję zastępcy burmistrza Sztumu. W latach 1990–1998 był jednocześnie radnym miejskim, a w okresie 1994–1998 delegatem do Wojewódzkiego Sejmiku Samorządowego w Elblągu. W 1998 uzyskał mandat radnego powiatu malborskiego. W tym samym roku został także burmistrzem miasta i gminy Sztum. W 1997 bez powodzenia kandydował do Sejmu z listy Sojuszu Lewicy Demokratycznej, a w 2001 z listy SLD-UP. W wyborach w 2002 z ramienia tej samej koalicji uzyskał reelekcję na stanowisko burmistrza w wyborach bezpośrednich, pokonując w drugiej turze Mariusza Żółtowskiego. Zasiadał w radzie krajowej SLD. We wrześniu 2006 zyskał rozgłos medialny po tym, jak na jego wniosek w sztumskich szkołach nie odczytano listu ówczesnego ministra edukacji narodowej, wicepremiera Romana Giertycha, z okazji rozpoczęcia roku szkolnego. Burmistrz wyrażał w ten sposób protest przeciw wypowiedziom wicepremiera na temat Jacka Kuronia.
W międzyczasie wystąpił z SLD i w wyborach w 2006 ponownie uzyskał reelekcję z ramienia lokalnego komitetu Razem dla Powiśla (jego rywalem w drugiej turze był Marian Pudełko). W wyborach w 2010 ponownie uzyskał reelekcję, zwyciężając w drugiej turze ówczesnego starostę powiatu sztumskiego Piotra Steca. W wyborach w 2014 uzyskał reelekcję w pierwszej turze. W 2016 przedstawiono mu zarzut zniszczenia mienia po tym, jak w tym samym roku zatrzymano go podczas cięcia krytykującego go baneru w centrum miasta. Po wyroku skazującym sądu pierwszej instancji, w 2017 Sąd Okręgowy w Gdańsku zdecydował o warunkowym umorzeniu sprawy. W wyborach w 2018 Leszek Tabor ponownie został wybrany na burmistrza w pierwszej turze głosowania. W 2024 nie ubiegał się o ponowny wybór; uzyskał natomiast mandat radnego powiatu sztumskiego, obejmując funkcję przewodniczącego rady powiatu VII kadencji.

## Odznaczenia
- Złoty Krzyż Zasługi (2010)[10]
- Srebrny Krzyż Zasługi (2003)[11]
- Złota Odznaka „Za zasługi w pracy penitencjarnej” (2014)[12]
- Odznaka Honorowa za Zasługi dla Samorządu Terytorialnego (2015)[13]